# Siège de Oujda
La siège de Oujda est une attaque menée en 1314 par le sultan Mérinide Abû Saïd Uthmân ben Yaqub contre la ville d'Oujda, alors sous domination zianide.

## Contexte historique
Ce siège a lieu après que le sultan Zianide Abou Hammou Moussa I ait accueilli un chef des révoltés en territoire mérinide à la cour de Tlemcen. Le sultan zianide refuse l'extradition de ce chef, ce qui pousse Abou Saïd à faire une incursion en territoire zianide en 1314.

## Siège de la ville
L'armée mérinide se met en marche, menée par Abû Saïd Uthmân ben Yaqub. L'armée mérinide arrive devant la ville et lance des attaques féroces contre celle-ci. Au même temps, ils dévastent les campagnes alentour. Mais la garnison de la ville refuse de céder.

## Conséquences
Cette attaque finira par un échec,, Abû Saïd Uthmân ben Yaqub ne put s'emparer de la ville et décide de rentrer dans son royaume.